# Томас Хант Морган
Томас Хант Морган (енгл. Thomas Hunt Morgan; Лексингтон, 25. септембар 1866 — Пасадена, 4. децембар 1945), амерички биолог и генетичар, оснивач генетике, добитник Нобелове награде за медицину 1933. за откриће функције хромозома у преношењу наследних својстава. Израдио прве мапе положаја гена у хромозомима и сматра се главним представником теорије наслеђа.